# Epacmoides xerophilus
Epacmoides xerophilus är en tvåvingeart som beskrevs av Hesse 1956. Epacmoides xerophilus ingår i släktet Epacmoides och familjen svävflugor. Inga underarter finns listade i Catalogue of Life.